# Аеродинамічна труба

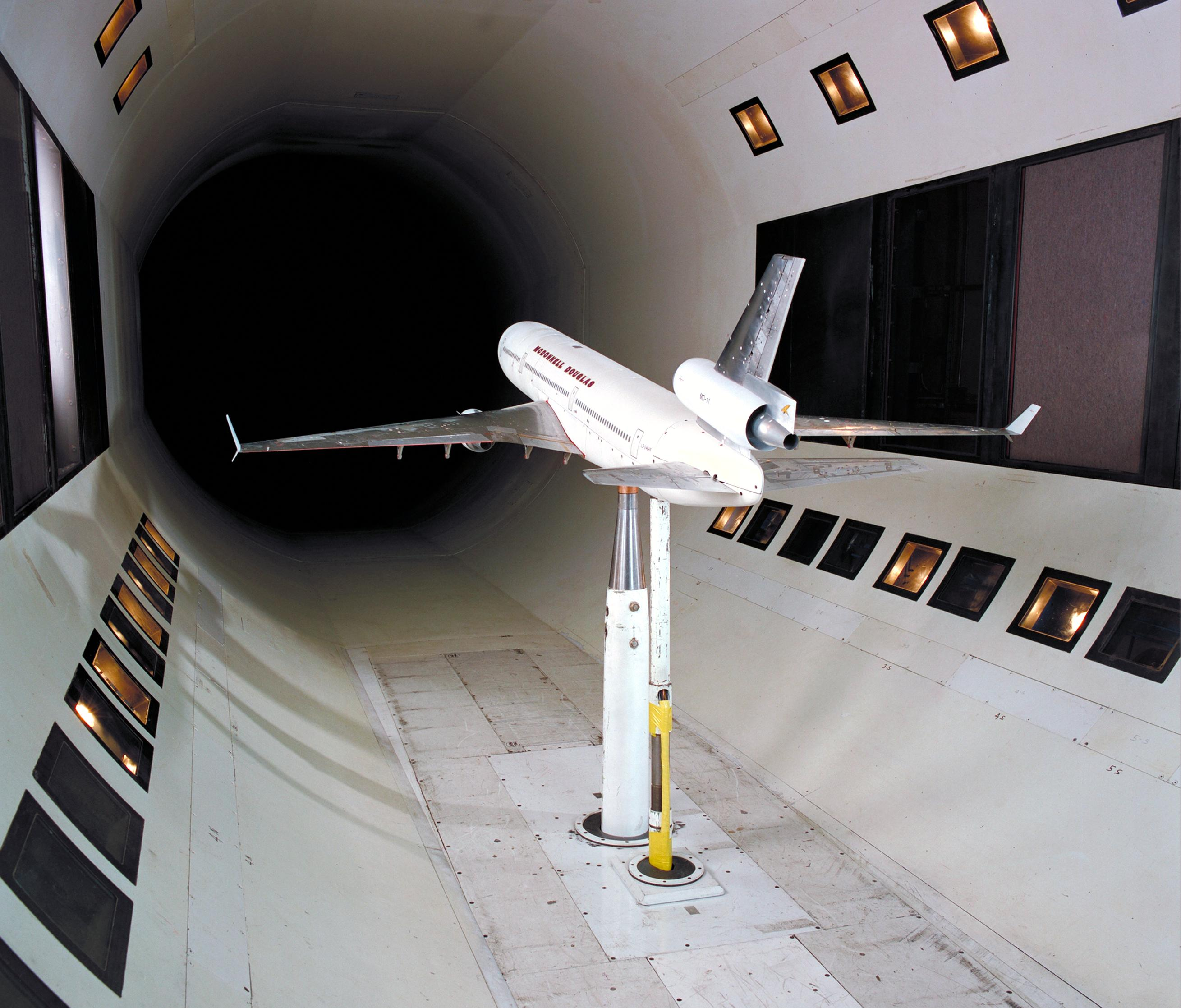
Стенд NASA

Аеродинамі́чна труба́ (також Аеродинамічний тунель) — установка, в якій вивчається дія штучно створеного рівномірного повітряного потоку на моделі літальних апаратів та інших тіл (див. Аеродинаміка). 
Більш точно, аеродинамічні труби — це великі труби, крізь які продувається повітря, та які використовують для відтворення взаємодії між повітрям і об’єктом (предметом), що летить у повітрі або рухається по землі. Дослідники здебільшого застосовують аеродинамічні труби, щоби дізнатися більше про те, як буде літати літак. Для прикладу, NASA використовує аеродинамічні труби для випробування великих моделей літаків і космічних кораблів. Деякі аеродинамічні труби достатньо великі, щоби вмістити повнорозмірні одиниці транспортних засобів.
В Україні аеродинамічні труби використовують, зокрема на Державному підприємстві «Антонов» та в Національному аерокосмічному університеті ім. М.Є. Жуковського «Харківський авіаційний інститут» (надзвукова аеродинамічна труба Т-6).

## Вступ
Аеродинамічна труба розганяє повітря навколо об’єкта, створюючи враження, ніби він сам швидко рухається.
Здебільшого великі потужні вентилятори всмоктують повітря крізь трубу. Об'єкт, що перевіряється, надійно утримується всередині тунелю, щоби залишатися нерухомим. Предметом дослідження може бути аеродинамічний випробувальний об’єкт, наприклад циліндр або профіль, окрема його складова, маленька модель транспортного засобу чи навіть повнорозмірний транспортний засіб. Повітря, котре рухається навколо нерухомого об'єкта, показує, що сталося б, якби він летів у повітрі. Рух повітря можна вивчати різними способами; дим або барвник можна додати в повітря, отже потік можна побачити, коли він рухається повз об’єкт. Кольорові нитки також можна прикріпити до досліджуваного предмета, щоби простежити, як його огинає повітря. Для вимірювання сили повітряного тиску на об’єкт, часто можна використовувати особливі прилади.
Найперші аеродинамічні труби були винайдені наприкінці 19 століття, на початку аеронавігаційних досліджень, коли багато хто намагався розробити успішні літальні апарати, важчі за повітря. Аеродинамічна труба була задумана як спосіб перевернути звичний порядок речей: замість того, щоби повітря стояло майже нерухомо а об’єкт рухався крізь нього зі швидкістю, той самий ефект було б отримано, якби об’єкт перебував без руху, а повітря б летіло зі швидкістю повз нього. Таким чином нерухомий спостерігач міг досліджувати ніби швидкоплинний об’єкт у дії та вимірювати аеродинамічні сили, які на нього впливають.
Розвиток аеродинамічних труб супроводжував розвиток літакобудування. Під час Другої світової війни були побудовані великі аеродинамічні труби. Випробування в аеродинамічній трубі вважалося надзвичайно важливим під час розробки, особливо надзвукових літаків і ракет під час холодної війни.

Згодом, дослідження в аеродинамічній трубі набули нового розмаху: вплив вітру на штучні споруди чи об’єкти потрібно було вивчати, коли будівлі стають достатньо високими, щоби великі поверхні були доступні для вітру, і внутрішні сили будівлі повинні протистояти цим силам. Визначення таких сил було потрібне до того, як будівельні норми могли вказати необхідну міцність таких споруд, і такі випробування продовжують використовувати для великих або незвичайних будівель.

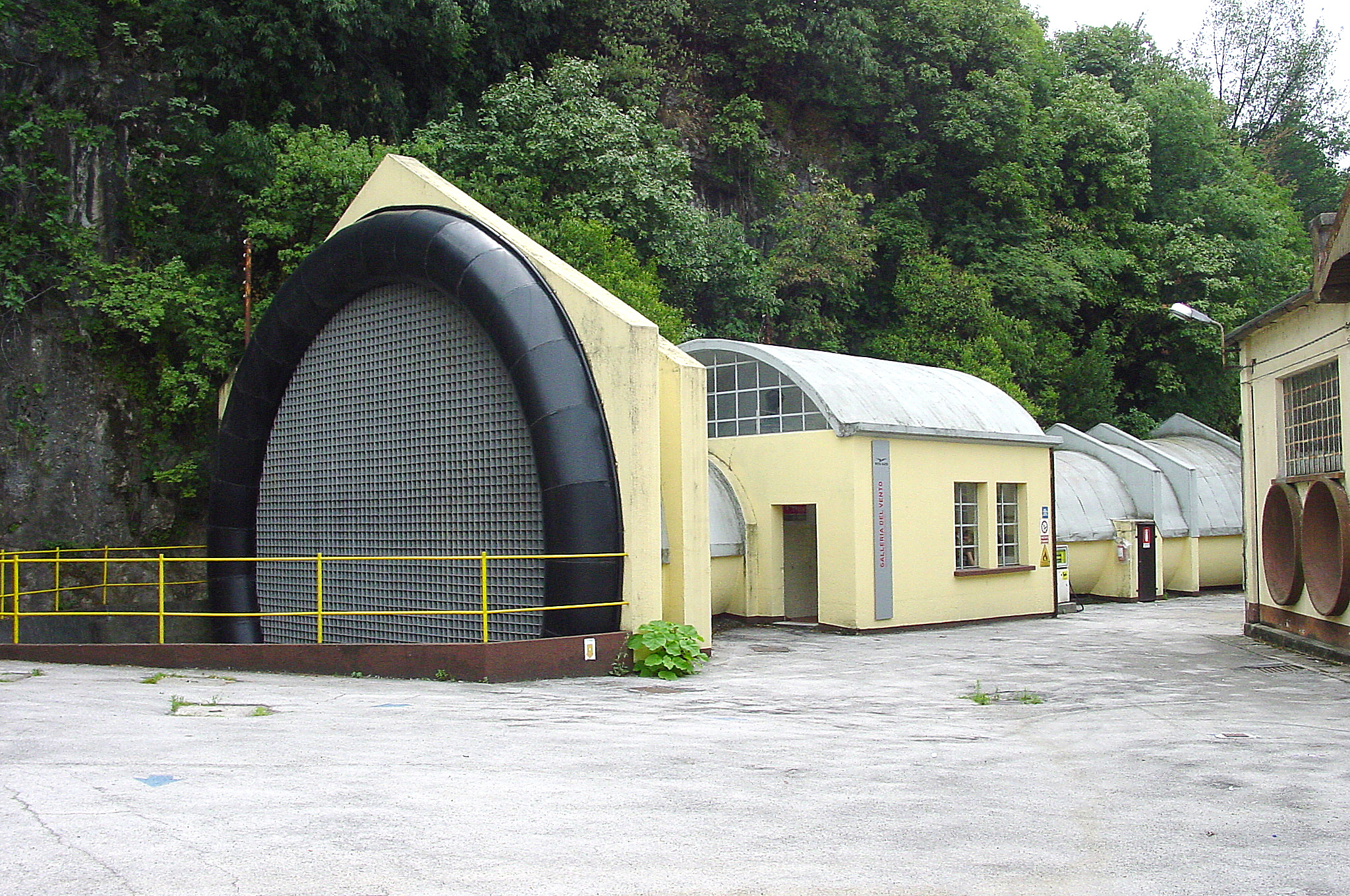
Аеродинамічна труба на заводі Moto Guzzi в Манделло-дель-Ларіо, 2004 рік

Приблизно в 1960-х роках випробування в аеродинамічній трубі застосовувалися до автомобілів не стільки для визначення аеродинамічних сил як таких, скільки для того, щоби вияснити способи зменшення потужності, потрібної для руху транспортного засобу дорогою із заданою швидкістю. У цих дослідженнях взаємодія між дорогою та транспортним засобом відіграє значну роль, і цю взаємодію треба враховувати під час інтерпретації підсумків випробувань. У дійсному становищі проїжджа частина рухається відносно транспортного засобу, але повітря є нерухомим відносно проїжджої частини, та в аеродинамічній трубі повітря рухається відносно проїзної частини, тоді як проїжджа частина нерухома відносно випробовуваного транспортного засобу. У деяких автомобільних випробувальних аеродинамічних трубах під досліджуваним транспортним засобом вбудовані рухомі ремені, щоби наблизити фактичний стан, і дуже схожі пристрої використовують під час випробування в аеродинамічній трубі конфігурації зльоту та посадки літака.
Випробування спортивного обладнання в аеродинамічній трубі також було поширеним протягом багатьох років, зокрема ключки та м’ячі для гольфу, олімпійські бобслеї, олімпійські велосипедисти та шоломи перегонових автомобілів. Аеродинаміка шолома особливо важлива в подібних автомобілях з відкритою кабіною (Indycar, Formula One). Надмірна підіймальна сила шолома може створити значне напруження шиї водія, а розділення потоку на задній стороні шолома може спричинити турбулентний удар і, таким чином, розмитість зору для водія на високих швидкостях.
Поступ у моделюванні обчислювальної гідродинаміки (CFD) на високошвидкісних цифрових комп’ютерах, зменшив попит на тестування в аеродинамічній трубі.

## Історія
Англійський військовий інженер і математик Бенджамін Робінс (1707–1751) винайшов пристрій із обертовим важелем для визначення опору повітря і провів деякі з перших дослідів з теорії авіації.
Сер Джордж Кейлі (1773–1857) також використовував обертовий важіль для вимірювання опору та підіймальної сили різних аеродинамічних профілів. Його обертовий важіль був завдовжки 5 футів (1,5 м) і розвивав найбільшу швидкість від 10 до 20 футів на секунду (3-6 м/с).
Отто Лілієнталь застосовував обертовий важіль для точного вимірювання аеродинамічних профілів крила з різними кутами атаки, встановлюючи полярні діаграми співвідношення підіймальної сили та лобового опору, але йому бракувало знань щодо індукованого опору та чисел Рейнольдса.

Однак обертовий важіль не створював надійного потоку повітря, що впливало на підсумки випробувань. Відцентрові сили та інше, ускладнювали докладне вивчення повітряного потоку. Френсіс Герберт Венхем (1824–1908), член ради Аеронавігаційного товариства Великої Британії, вирішив ці перешкоди, винайшовши, спроєктувавши та експлуатуючи першу закриту аеродинамічну трубу 1871 року. Щойно цей прорив було досягнуто, докладні технічні дані були швидко отримані за допомогою цього пристосування. Венхему та його колезі Джону Браунінгу приписують багато основоположних відкриттів, зокрема вимірювання співвідношення l/d, відносне подовження крила, тощо.

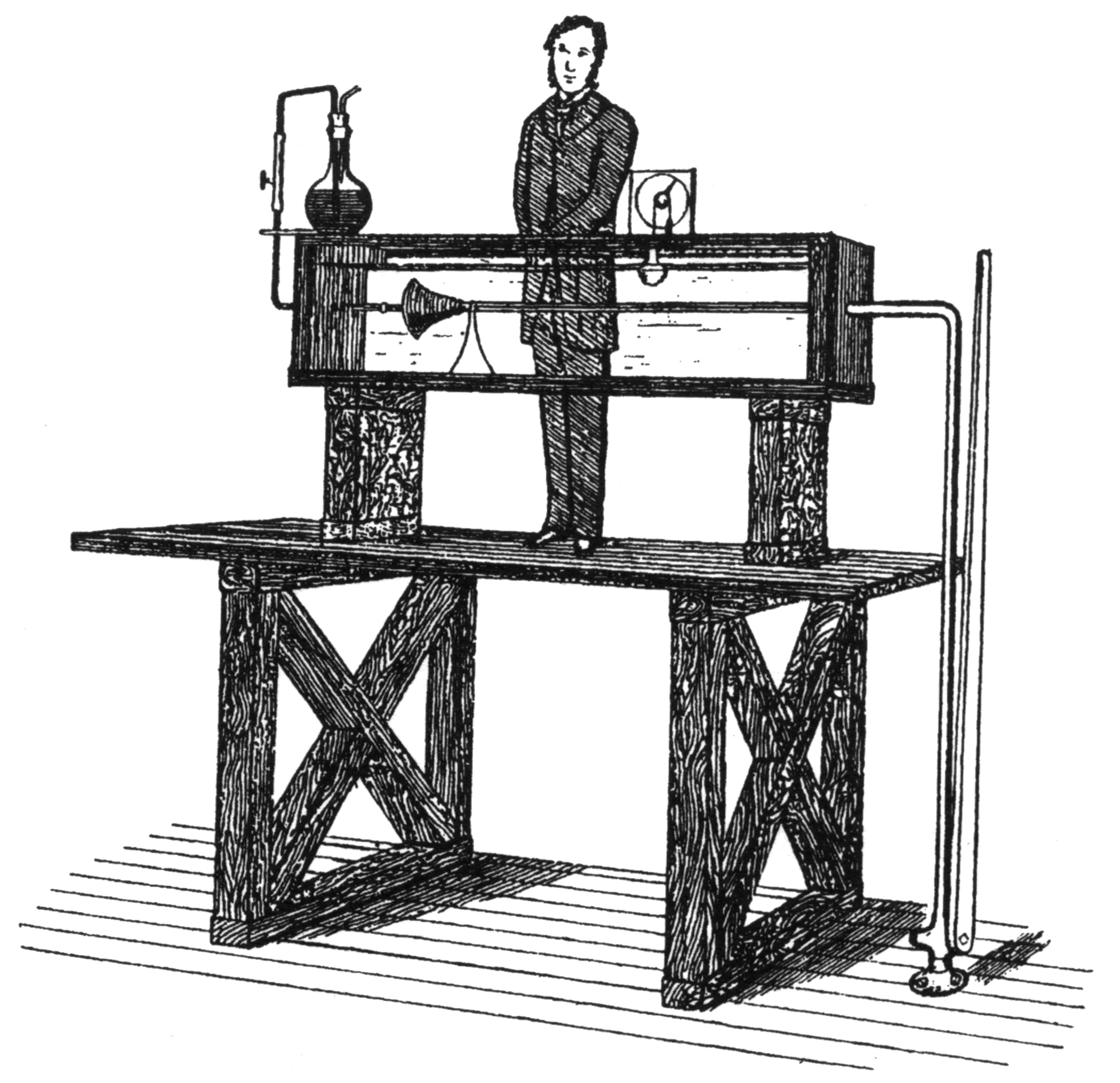
Пристрій Осборна Рейнольдса від 1883 року, що показує початок турбулентного потоку. Прилад досі знаходиться в Манчестерському університеті.

У класичній серії дослідів англієць Осборн Рейнольдс (1842–1912) з Манчестерського університету довів, що схема повітряного потоку над великою моделлю була б однаковою для повномасштабного транспортного засобу, якби певний параметр потоку був однаковим в обох випадках. Цей чинник, тепер знаний як число Рейнольдса, є основним показником для опису всіх становищ потоку, разом з його формою, легкістю теплопередавання та початком турбулентності. Це головне наукове обґрунтування використання моделей в аеродинамічних трубах для наслідування явищ дійсності. Однак існують обмеження щодо умов, за яких динамічна подібність ґрунтується лише на числі Рейнольдса.
Данський винахідник Поуль ла Кур застосував аеродинамічні труби в ході розробки та вдосконалення технології вітряних турбін на початку 1890-х років. Карл Рікард Найберг використовував аеродинамічну трубу, коли проєктував свій Flugan з 1897 року і далі.
1897 року Костянтин Ціолковський побудував аеродинамічну трубу відкритого перетину з відцентровим нагнітачем і визначив коефіцієнт опору пласких пластин, циліндрів і куль.
Використання простої аеродинамічної труби братів Райт 1901 року для вивчення впливу повітряного потоку на різні форми під час розробки їх Flyer Wright було певною мірою революційним. Проте з вищесказаного видно, що вони просто застосовували прийняту технологію того часу, хоча це ще не було поширеною технологією в Америці.
У Франції Гюстав Ейфель (1832–1923) побудував 1909 року власну першу відкриту аеродинамічну трубу, що приводилася в дію електродвигуном потужністю 50 кВт, на Марсовому полі, біля підніжжя вежі, яка носить його ім’я. Між 1909 і 1912 роками Ейфель провів близько 4000 випробувань у своїй аеродинамічній трубі, і його систематичні досліди встановили нові стандарти для аеронавігаційних досліджень. 1912 року лабораторія Ейфеля була переведена в Отей, передмістя Парижа, де його аеродинамічна труба з двометровою випробувальною секцією все ще працює. Компанія Eiffel значно підвищила ефективність аеродинамічної труби з відкритою зворотною трубою, замкнувши тестову секцію в камеру, сконструювавши розширений вхідний отвір із стільниковим випрямлячем потоку та додавши дифузор між тестовою секцією та вентилятором, розташованим на нижньому кінці дифузора; це була узгодженість, за якою згодом було побудовано кілька аеродинамічних труб; насправді низькошвидкісну аеродинамічну трубу з відкритим поворотом часто називають аеродинамічною трубою типу Ейфеля.
Збирався побудувати у селищі Червоному аеродинамічну трубу та створити науково-дослідний підрозділ при власних авіаційних майстернях, і український благодійник, авіаконструктор і підприємець Федір Терещенко, але це потребувало будівництва окремої електростанції, що виявилося тоді (під час Першої світової війни) задорого. Згодом Жовтневий переворот та загальний безлад, перекреслив ці задуми.

## Спосіб дії

Аеродинамічна труба

Принципова схема простої аеродинамічної труби з незамкненим потоком і закритою робочою частиною показана на малюнку.
Основними складовими аеродинамічної труби, зазвичай є: вентилятор 1, що приводиться в рух електродвигуном постійного струму 2 та засмоктує повітря крізь сопло 3 і напрямну ґратку 4 в робочу частину 5, де містяться досліджувана модель і давачі вимірювальних приладів. Далі повітря проходить крізь дифузор, виходячи в навколишній простір. Швидкість потоку в робочій частині регулюється зміною обертів двигуна. Рівномірність потоку в робочій частині забезпечується належною формою сопла та напрямною ґраткою.
Економічність аеродинамічної труби визначається відношенням кінетичної енергії секундної маси повітря в робочій частині до потужності двигуна. Дифузор, який значно зменшує кінетичну енергію повітря, котре виходить з аеродинамічної труби, істотно поліпшує її якість. Ще кращі показники має аеродинамічна труба з замкненим потоком. В аеродинамічній трубі цього типу повітря, вийшовши з дифузора, крізь один або два зворотні канали з напрямними лопатями знову потрапляє в сопло. Необхідною умовою динамічної відповідності природного та модельованого явищ є рівність для обох становищ певних чисел — критеріїв подібності. Найважливішим критерієм подібності, за не дуже великих швидкостей, є число 
R = lv/n,

де l — характерний розмір тіла, v — швидкість, n — кінематичний коефіцієнт в'язкості середовища.

Для досягнення великих R застосовують велетенські натурні аеродинамічні труби, де досліджуються тіла справжньої величини. У разі великих (надзвукових) швидкостей найбільше значення має число 
 
М = v/a,
 де a — швидкість звуку.
Для одержання великих М застосовують невеликі розміром швидкісні надзвукові аеродинамічні труби. У швидкісних аеродинамічних трубах безперервної дії повітряний потік, що утворюється осьовим компресором, проходить крізь охолодні пристрої. Також широко використовують шлірен-зйомку(метод Теплера) для докладного дослідження поведінки потоків повітря в аеродинамічній трубі.